# إيغور بوتين
إيغور بوتين (بالروسية: Игорь Александрович Путин)‏ هو مصرفي روسي، ولد في 30 مارس 1953 في سانت بطرسبرغ في روسيا.